# Glenn Davis (Jazzmusiker)
Glenn Davis (eigentlich Glenn D. Anacker, * 1939 oder 1940; † 23. Juli 2018) war ein US-amerikanischer Jazzmusiker (Schlagzeug, Perkussion).

## Leben und Wirken
Davis wuchs in Somerville (New Jersey) auf; sein Vater Harry war ebenso Perkussionist und Leiter des Paramount Orchestras. Erste professionelle Auftritte hatte er, als er die Somerville High School besuchte. In den frühen 1960er-Jahren tourte er mit Bernard Peiffer und Gus Nemeth; in den folgenden Jahren spielte er außerdem mit John Coates Jr. (mit dem 1974 erste Aufnahmen entstanden) und lange Jahre mit dem Pianisten Mike Melillo und dessen Band In Free Association (mit Harry Leahey und Roy Cumming). Davis leitete ferner eine Gruppe, der Bennie Wallace angehörte. 1979 nahm er mit der Formation Higher Primates auf, einem Oktett, das Gunther Schuller produzierte. In späteren Jahren arbeitete Davis weiterhin mit Gary Mazzaroppi, Marian McPartland und Mitte der 1980er-Jahre mit Stan Getz/Jimmy Raney, außerdem mit Phil Markowitz (In The Woods, 1994), Urbie Green,  Jerry Vezza, Walt Bibinger sowie mit dem Absolut Trio (mit Bill Washer und Paul Rostock). Davis unterrichtete über 30 Jahre am Music Department des Lafayette College, bis er 2015 pensioniert wurde. Im Bereich des Jazz war er zwischen 1974 und 2011 an 34 Aufnahmesessions beteiligt.

## Diskografische Hinweise
- The Harry Leahey Trio: Still Waters (Omnisound, 1980), mit Roy Cumming
- Higher Primates: Environmental Impressions (GM, 1983), mit Herb Robertson, Mark Reboul, Ed Schuller, Roy Cumming, Ratzo Harris, Glenn Davis, Pete LeMaitre, Ron Glick
- Pepper Adams/Frank Foster: Generations (Muse, 1985)
- Dick Hyman (Leader): Piano Players & Significant Others: Jazz In July – Live at the 92nd Street Y (MusicMaster, 1987), nur auf zwei Stücken mit Marian McPartland mit Gary Mazzaroppi
- Marian McPartland: In My Life (Concord Jazz, 1997), mit Chris Potter, Gary Mazzaroppi
- Mike Melillo: Live at the Deer Head Inn (Red Records, 2000)
- Joe Battaglia/Rich Messbaurer/Glenn Davis: Flying Saucers, Vol. 1 (Out/In:Space-Music, 2007)
- The Absolute Trio: A Tropical Thirst (CD Baby, 2011)